# Portia (måne)
Portia er en af planeten Uranus' måner: Den blev opdaget den 3. januar 1986 ud fra billeder fra rumsonden Voyager 2, og fik lige efter opdagelsen den midlertidige betegnelse S/1986 U 1. Senere har den Internationale Astronomiske Union vedtaget at opkalde den efter Portia fra William Shakespeares skuespil Købmanden i Venedig. Månen Portia kendes desuden også under betegnelsen Uranus XII (XII er romertallet for 12).
Portia kredser så tæt på Uranus, at den fuldfører et omløb hurtigere end Uranus når at dreje en gang om sig selv. Konsekvensen af dette er, at tidevandskræfterne ganske langsomt tvinger Portias omløbsbane stadig tættere på Uranus, indtil den til sidst enten rammer Uranus, eller sønderdeles og efterlader en ny planetring omkring Uranus.